# Huguette Boucher-Bacon
Pour les articles homonymes, voir Boucher.
Huguette Boucher-Bacon (née le 17 septembre 1947 à Montréal) est une femme politique québécoise. Elle a été la députée libérale de la circonscription de Bourget à l'Assemblée nationale du Québec de 1989 à 1994.

## Biographie
Huguette Boucher-Bacon a étudié au Collège Sainte-Marie de 1965 à 1967, au Cégep du Vieux-Montréal de 1968 à 1971 et à l'École supérieure des arts et métiers de 1971 à 1976. Elle est titulaire d'un baccalauréat en éducation préscolaire élémentaire à l'Université du Québec à Montréal depuis 1985. Elle possède également une formation en droit de l'Université de Montréal et en sociologie de l'Université du Québec à Montréal.
De 1965 à 1967, elle est intervenante sociale à la Maison Notre-Dame-de-Laval. En 1969, elle est éducatrice et animatrice au YMCA, centre-ville de Montréal. Elle devient ensuite professeure à l'éducation des adultes à la Commission des écoles catholiques de Montréal, en décoration intérieure et aménagement, et en histoire de l'art de 1970 à 1973 et gestionnaire au service du personnel et des achats à la Ville de Mont-Royal en 1971 et en 1972. Huguette Boucher-Bacon est présidente-directrice générale de la garderie La maison des fons-fons de 1972 à 1988.
De 1977 à 1981, elle est présidente de l'Association des propriétaires de garderies du Québec. Elle est également membre du Club optimiste et de la Chambre de commerce de l'Est de Montréal.
Elle exerce également la fonction de vice-présidente de la Commission jeunesse du Parti libéral du Canada et membre du comité organisateur de la députée fédérale Jeanne Sauvé en 1972. Elle est élue députée libérale dans Bourget en 1989, mais est défaite en 1994.